# Jeszcze jeden bohater

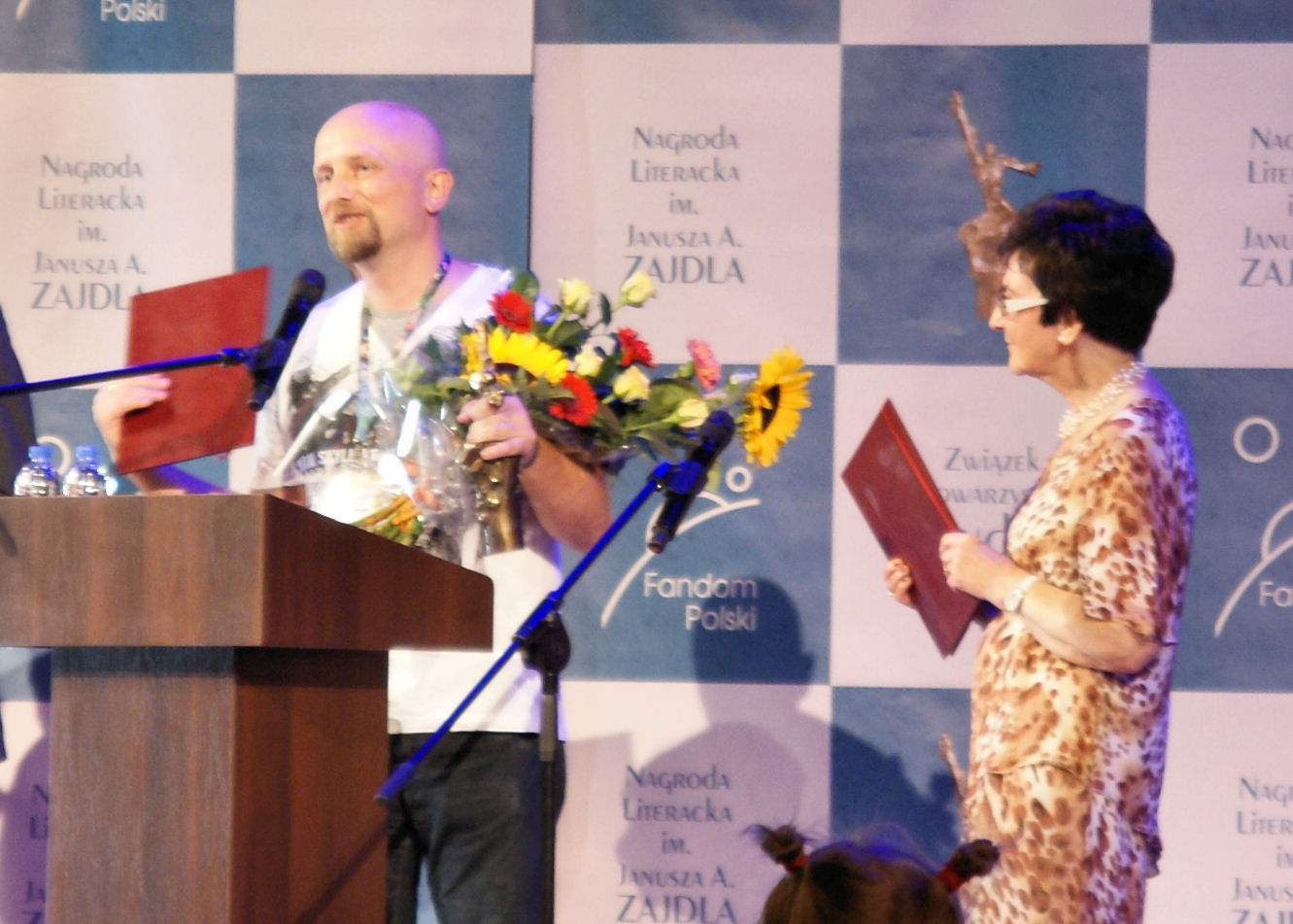
Rober M. Wegner odbiera Nagrodę im. Janusza A. Zajdla za opowiadanie, Polcon 2013, obok Jadwiga Zajdel

Jeszcze jeden bohater – opowiadanie fantastyczne Roberta M. Wegnera z 2012 roku, nagrodzone Nagrodą im. Janusza A. Zajdla. Ukazało się po raz pierwszy w antologii  „Herosi” wydanej przez wydawnictwo Powergraph.
W 2013 na Polconie w Warszawie Robert M. Wegner otrzymał dwie Nagrody im. Janusza A. Zajdla w kategorii najlepsze opowiadanie za Jeszcze jednego bohatera oraz w kategorii najlepsza powieść za „Niebo ze stali”.
Opowiadanie było także publikowane w antologii „Nagroda im. Janusza A. Zajdla 2013”.